# Paracheilinus carpenteri
 Paracheilinus carpenteri és una espècie de peix de la família dels làbrids i de l'ordre dels perciformes.

## Morfologia
Els mascles poden assolir els 8 cm de longitud total.

## Distribució geogràfica
Es troba des de les Filipines fins a Taiwan, el nord de Bali, Flores i Tonga.